# Michelle Dockery
Michelle Suzanne Dockery (15 de desembre de 1981) és una actriu anglesa. És coneguda pel paper de Mary Crawley a la sèrie dramàtica d'època d'ITV Downton Abbey (2010–2015), per la qual va ser nominada al Globus d'Or a la millor actriu en sèrie de televisió dramàtica i a tres Primetime Emmy a la millor actriu en sèrie dramàtica consecutius.
Dockery va fer el seu debut al teatre professional a La matèria fosca el 2004. Va interpretar Eliza Doolittle a l'obra de teatre Pygmalion a Londres el 2007 i va rebre una nominació als premis Olivier a la millor actriu secundària per l'obra de 2009 Burnt by the Sun.
Ha aparegut a les pel·lícules Hanna (2011), Anna Karènina (2012), Non-Stop (2014) i The Gentlemen (2019). A la televisió també ha tingut papers principals a la sèrie de drama Good Behavior, a la minisèrie de Netflix Godless, que li va valdre la seva quarta nominació als Emmy, i a la minisèrie dramàtica Defending Jacob (2020).

## Infantesa
Dockery va néixer a l'hospital de Rush Green (East London). És filla de Lorraine, cuidadora domèstica de Stepney, i Michael Dockery, topògraf. El seu pare és irlandès. Va criar-se a Romford, a Essex, i encara en conserva una mica l'accent.
Dockery té dues germanes grans, Louise i Joanne. Es va educar a una acadèmia de Chadwell Heath i després a una escola de teatre.
En una entrevista el 2017 va confirmar que els seus pares diuen que va començar a actuar quan tenia 2 o 3 anys.
Després dels exàmens, es va apuntar a l'escola de música i drama Guildhall, on va rebre la medalla d'or de dramatúrgia quan se'n va graduar el 2004.

## Carrera

### Teatre
Dockery era membre del National Youth Theatre. Va fer el seu debut professional a La matèria fosca al Royal National Theatre el 2004. El 2006, va ser nominada al premi Ian Charleson per la seva actuació com a Dina Dorf a Pillars of the Community al National Theatre. Va aparèixer a Burnt by the Sun al National Theatre, pel qual va rebre la nominació a la millor actriu secundària als premis Olivier.
Va guanyar el seu segon premi Ian Charleson pel seu paper com a Eliza Doolittle a la producció de Peter Hall Pygmalion al Theatre Royal, Bath, amb què va fer una gira pel Regne Unit i que es va transferir a The Old Vic el 2008.
El 2010, va fer d'Ofèlia a Hamlet al Crucible Theatre amb John Simm.

### Cinema i televisió
Dockery va fer el seu debut a la televisió com a Betty a Fingersmith el 2005. El 2006 va fer de Susan Sto Helit a l'adaptació en dues parts de la novel·la Hogfather de Terry Pratchett. El 2008 va fer de Kathryn a The Red Riding Trilogy de Channel 4i va ser la protagonista convidada víctima de violació Gemma Morrison a la sèrie de la BBC Waking the Dead. El 2009 va aparèixer a l'especial de Nadal de dues parts Cranford de la BBC i també com a protagonista, una institutriu jove, en una adaptació modernitzada de la BBC The Turn of the Screw amb el seu futur company a Downton Abbey Dan Stevens, en el paper de la seva psiquiatra.
Dockery va guanyar prominència el 2010 quan va interpretar Lady Mary Crawley a la sèrie de Julian Fellowes Downton Abbey. Downton Abbey es va rodar del febrer de 2020 a l'agost de 2015. La sèrie es va emetre de setembre a novembre, amb especials de Nadal de la 2a a la 6a temporada del 2011 al 2015, i després es va emetre al canal estatunidenc PBS.
Pel seu paper com a Lady Mary Crawley a la sèrie Downton Abbey, va rebre tres nominacions consecutives als premis Emmy a la millor actriu en sèrie dramàtica el 2012, 2013 i 2014. També va rebre nominacions als Globus d'Or el 2013.
El seu primer paper a la gran pantalla va ser com a falsa Marissa a Hanna (2011). L'any següent va fer de princesa Myagkaya a l'adaptació cinematogràfica Anna Karènina i va protagonitzar amb Charlotte Rampling la dramatització en dues parts del thriller d'espies de William Boyd Restless a la BBC One. El gener de 2014, va aparèixer al thriller d'acció Non-Stop amb Liam Neeson, Julianne Moore i Lupita Nyong'o.
Aquell mateix any va esdevenir fellow de l'escola Guildhall en reconeixement de la seva carrera a la televisió. També va formar part de la llista dels 500 britànics més influents del The Sunday Times.
Va avançar la seva carrera a Hollywood amb una actuació al thriller de ciència-ficció Self/less (2015) amb Ryan Reynolds, amb què es distanciava del seu paper a Downton Abbey.
El novembre de 2016 va començar a fer de Letty Raines, la protagonista, a la sèrie dramàtica dels Estats Units Good Behavior, basada en els llibres de Blake Crouch. Letty és una lladre addicta a les drogues que surt de la presó abans de complir la condemna per bon comportament i malda per controlarla seva vida, la qual cosa es complica quan es troba per casualitat amb l'assassí professional interpretat per Juan Diego Botto. La sèrie es va emetre durant dues temporades i el novembre de 2018 va ser cancel·lada.
El 2017 va protagonitzar amb Jim Broadbent, Charlotte Rampling, Harriet Walter i Emily Mortimer la pel·lícula britànica El sentit d'un final de CBS Films, basada en la novel·la del mateix nom guanyadora del premi Booker de Julian Barnes. Hi interpreta Susie Webster, la filla de Tony Webster (Jim Broadbent), un home que viu en una solitud no qüestionada fins que s'enfronta els secrets del seu passat.
Més tard aquell mateix any va tenir un paper protagonista a la minisèrie de western de Netflix Godless. El 2019 va reprendre el seu paper com a Lady Mary Crawley a la pel·lícula Downton Abbey, amb Hugh Bonneville i Maggie Smith. La pel·lícula va rebre crítiques positives de la crítica i va ser un èxit comercial amb 192 milions de dòlars de recaptació. Aquell mateix any va aparèixer a la pel·lícula de Guy Ritchie The Gentlemen, interpretant l'esposa d'un cap de droga interpretat per Matthew McConaughey.

## Vida personal
Va començar una relació amb John Dineen, originari de Waterfall (Irlanda) el 2013. Els va presentar l'actor irlandès Allen Leech, company de Dockery a Downton Abbey.
Se'ls va fotografiar junts per primera vegada de vacances a Venècia durant el Festival Internacional de Cinema de Venècia de 2013. El 2015 la premsa va publicar que estaven promesos i que Dockery havia ensenyat l'anell de compromís als companys de feina. Van guardar amb zel la seva privacitat i Dockery no en feia gaire referències.
Dineen va morir d'un càncer rar el 13 de desembre de 2015 als 34 anys a Cork, amb Dockery al seu costat. El 2016 va dir que no volia parlar de la mort del seu promès però que feia servir la interpretació per alliberar-se'n.

## Filmografia

### Cinema
| Any  | Títol                                                           | Paper                  | Notes        |
| ---- | --------------------------------------------------------------- | ---------------------- | ------------ |
| 2010 | Spoiler                                                         | Noia gòtica            | Curtmetratge |
| 2010 | Shades of Beige                                                 | Jodie                  | Curtmetratge |
| 2011 | Hanna                                                           | Marissa falsa          |              |
| 2012 | Out of Time                                                     | Christine              | Curtmetratge |
| 2012 | Anna Karènina                                                   | Princesa Myagkaya      |              |
| 2012 | A Poem Is..                                                     | Narradora              | Veu          |
| 2012 | Angelic Voices: The Choristers of Salisbury Cathedral           | Narradora              | Documental   |
| 2014 | Non-Stop                                                        | Nancy Hoffman          |              |
| 2014 | Tough Justice                                                   | Connie Tough           | Curtmetratge |
| 2015 | Self/less                                                       | Claire Hale            |              |
| 2015 | Many Beautiful Things                                           | Veu de Lilias Trotter  | Documental   |
| 2015 | District Zero: What's Hidden Inside the Smartphone of a Refugee | Narradora              | Documental   |
| 2017 | El sentit d'un final                                            | Susie Webster          |              |
| 2019 | Downton Abbey                                                   | Lady Mary Talbot       |              |
| 2019 | The Gentlemen                                                   | Rosalind 'Roz' Pearson |              |
| 2022 | Downton Abbey: A New Era                                        | Lady Mary Talbot       |              |
| 2024 | Here (pel·lícula de 2024)                                       | Pauline                |              |

### Televisió
| Any       | Títol                                    | Paper                  | Notes                              |
| --------- | ---------------------------------------- | ---------------------- | ---------------------------------- |
| 2005      | Fingersmith                              | Betty                  | Sèrie de televisió                 |
| 2006      | Hogfather                                | Susan/Death of Rats    | Telefilm                           |
| 2007      | Consent                                  |                        | Telefilm                           |
| 2007      | Dalziel and Pascoe                       | Aimee Hobbs            | 2 episodis                         |
| 2008      | Heartbeat                                | Sue Padgett            | Episodi: "Take Three Girls"        |
| 2008      | Poppy Shakespeare                        | Dawn                   | Telefilm                           |
| 2009      | Red Riding: In the Year of Our Lord 1974 | Kathryn Taylor         | Telefilm                           |
| 2009      | Red Riding: In the Year of Our Lord 1983 | Kathryn Taylor         | Telefilm                           |
| 2009      | The Courageous Heart of Irena Sendler    | Ewa Rozenfeld          | Telefilm                           |
| 2009      | The Turn of the Screw                    | Ann                    | Telefilm                           |
| 2009      | The Waking Dead                          | Gemma Morrison         | 2 episodis                         |
| 2009      | Return to Cranford                       | Erminia Whyte          | 2 episodis                         |
| 2010–15   | Downton Abbey                            | Lady Mary Crawley      | Repartiment principal; 52 episodis |
| 2012      | Restless                                 | Ruth Gilmartin         | Minisèrie                          |
| 2012      | American Dad!                            | Margaret Watkins       | Veu 1 episodi                      |
| 2012      | Henry IV, Parts I and II                 | Lady Kate Percy        | Telefilm                           |
| 2013      | Family Guy                               | Lady Mary Crawley      | Veu Episodi: "Boopa-dee Bappa-dee" |
| 2015      | Japan: Earth's Enchanted Islands         | Narradora              | Documental de la BBC2              |
| 2016–2017 | Good Behavior                            | Letty Raines           | Repartiment principal; 20 episodis |
| 2017      | Angie Tribeca                            | Victoria Nova          | 1 episodi                          |
| 2017      | Godless                                  | Alice Fletcher         | Minisèrie; 7 episodis              |
| 2019      | Tuca & Bertie                            | Lady Netherfield (veu) | Episodi: "The Deli Guy"            |
| 2020      | Defending Jacob                          | Laurie Barber          | Minisèrie; 8 episodis              |
| 2020      | Amphibia                                 | Lady Olivia (veu)      | Episodi: "Marcy at the Gates"      |
| 2022      | Anatomy of a Scandal                     | Kate Woodcroft         | Repartiment principal; 6 episodis  |

### Teatre
| Any     | Títol                    | Paper             | Notes                       |
| ------- | ------------------------ | ----------------- | --------------------------- |
| 2004    | La matèria fosca         | Jessie            | National Theatre            |
| 2005    | Henry IV, Parts I & II   | Carrier           | National Theatre            |
| 2005    | The UN Inspector         | Activista         | National Theatre            |
| 2005    | Pillars of the Community | Dina              | National Theatre            |
| 2007    | Dying for It             | Kleopatra         | Almeida Theatre             |
| 2007    | Pygmalion                | Eliza Doolittle   | Gira pel Regne Unit         |
| 2008    | L'oncle Vània            | Yelena            | Gira pel Regne Unit         |
| 2008    | Pygmalion                | Eliza Doolittle   | Old Vic Theatre             |
| 2009    | Burnt by the Sun         | Maroussia         | National Theatre            |
| 2010    | Hamlet                   | Ophelia           | Crucible Theatre, Sheffield |
| 2017–18 | Network                  | Diana Christensen | National Theatre, Londres   |